# Гилмор, Адам
Адам Гилмор (англ. Adam Gilmour) (1974 — н.в.) — австралийский банкир и предприниматель, основатель аэро-космической компании Gilmour Space Technologies.

## Биография
Родился в Брисбене, потом жил в Сиднее, Перте и Мельбурне, где он в 1991 году поступил в Университет Монаша. В 1994 году закончил обучение получив степень бакалавра бизнеса со специализацией в банковском деле и финансах. Во время учёбы в университете встретил свою жену Мишель.

### Citibank
После университета работал в банковском бизнесе и на пике своей карьеры работал в Citibank Singapore занимаясь сложными финансовыми продуктами для институциональных и корпоративных клиентов в Азиатско-Тихоокеанском регионе. В Citibank он работал с ноября 1994 года (трейдер опционами) по май 2015 года (региональный директор по операциям по обмену валют и продажам деривативов в азиатско-тихоокеанском регионе). В 2009 году получил гражданство Сингапура. В 2011 году занимал должность управляющего директора и соруководителя отдела продаж валютных операций и деривативов в Азии. В 2015 году оставил работу в Citibank и полностью переключился на Gilmour Space Technologies.
В одном из интервью Гилмор прокомментировал своё решение оставить банковский бизнес:
Я всегда был очень предприимчивым, создавал бизнесы с выручкой от 20 до 200 миллионов долларов США, а затем с 200 миллионов до миллиарда долларов США в выручке от продаж. Я делал это довольно много раз и хотел использовать этот опыт, чтобы основать свою собственную компанию.

### Gilmour Space Technologies
Большое влияние на Гилмора оказал успешный финал Ansari X Prize, завершившийся двумя суборбитальными полётами SpaceShipOne в течение 10 суток 29 сентября и 4 октября 2004 года. Гилмор пришёл к выводу, что развитие технологий привело к значительному снижению финансового порога вхождения в аэрокосмическую деятельность и теперь для создания космических ракет не нужно иметь многомиллиардные капиталовложения. Изначально приоритет отдавался созданию системы для суборбитального туризма аналогичного американской системе New Shepard. Предполагалось ракету-носитель заказать у стороннего производителя, а основные усилия компании сконцентрировать на создании пилотируемой капсулы. Однако анализ рынка разработчиков и производителей ракетных двигательных установок показал, что цена необходимого двигателя будут «непомерно высокой». Постепенно выкристаллизовалась решение начать разработку ракеты-носителя, который позволит предоставлять услуги по выведению полезной нагрузки на низкую околоземную орбиту. Рост количества малоразмерных комических аппаратов подтолкнул Гилмора к выводу, что будущее кроется в предоставлении услуг на рынке выведения полезных нагрузок в космос. Анализ рынка показал наличие узкого места: недостаток ракет-носителей сверхлёгкого класса для запуска кубсатов.
По словам Гилмора фундамент своего космического образования он заложил во время многочасовых перелётов в Лондон и обратно:
Раньше я много путешествовал, поэтому я скачивал научные работы в зале ожидания перед посадкой в самолёт, а затем читал их в течение 10 часов полёта до Лондона. К тому времени, как я приземлялся в Лондоне, я был экспертом во всём, о чём читал, будь то абляционные системы, сопла ракет или термопары. Я продолжал учиться и читать, и к 2015 году, я думаю, я был достаточно уверен в себе, чтобы оставить то, чем я занимался, и заняться компанией.
Таким образом он прочёл более 100 книг и 500 статей на темы, относящиеся к конструированию ракет.
В 2012 году Гилмор создаёт компанию Gilmour Space Technologies. Первым сотрудником компании стал его брат Джеймс Гилмор, который окончил факультет маркетинга Университета Монаша и далее работал в этом направлении. Первые годы после основания компании они финансировали её деятельность из собственных средств. Всего они вложили около 3 млн USD.
Первоначально Гилмор открыл два офиса своей компании: офис в Сингапуре, который должен был разрабатывать космические ракетные технологии с прицелом на создание полноценного цикла разработки, производства и запуска ракет в Сингапуре, и офис в Брисбене (Австралия), который должен был заниматься строительством имитаторов космической деятельности в образовательных целях.
На начальном этапе Gilmour Space Technologies занялась разработкой имитаторов космических кораблей симуляторов космических полётов для аттракционов. Планировалось открыть в Австралии музей космонавтики и тематический парк с образовательными аттракционами. Для создания парка Гилмор купил бывшую клубничную ферму в пригороде Голд-Коста, заплатив 2 млн USD.
В это время сингапурский офис компании располагался на кампусе Сингапурского университета технологии и дизайна, где Гилмор занимался наставничеством для студентов университета. В рамках наставничества ему приходилось участвовать в большом количестве студенческих проектов, что повлияло на его интересы в сфере транспорта. К 2016 году Gilmour Space имела в штате 7 инженеров, которые разработали прототип квадрокоптера с грузоподъёмностью до 120 кг и компактный электросамокат, который помещался в подростковый рюкзак.
Успехи компании в разработке аддитивных технологий в области 3D-печати твёрдого ракетного топлива подтолкнули Гилмора в принятии решения сконцентрироваться на разработке твёрдотопливной ракеты-носителя на основе гибридного топлива (твёрдое топливо — жидкий окислитель).
22 июля 2016 года успешный запуск ракеты RASTA подтвердил правильность выбранных решений и Гилмор полностью переключился на развитие ракетостроительного направления компании. Для успешного роста Гилмору нужно было принять решение о месте дальнейшей работы компании.
На начальном периоде деятельности компании в Австралии не было политики развития космических инициатив: не было государственного космического агентства, не было системы госфинансирования космических проектов, не было активно действующей практики грантов. Одной из важных проблем стало отсутствие в Австралии квалифицированных кадров, имеющих опыт работы в космической отрасли, ракето- и двигателе-строении.
Гилмор, хорошо разбиравшийся в работе с инвесторами, отмечал, что инвестиционные компании и фонды не хотят вкладывать средства в бизнесы, в которых они не имеют опыта, и космические разработки относились именно к таким видам бизнесов: «Послушайте, мы не делали никаких инвестиций в космос. Мы думаем об этом, но пока не уверены».
Однако в мае 2017 года в ходе инвестиционного раунда A венчурные фонды Blackbird Ventures (Австралия) и 500 Startups (США) открыли финансирование на 5 млн долларов США (USD) для разработок Gilmour Space Technologies. Вишал Харнал, партнёр фонда 500 Startups, прокомментировал решение инвестировать в новый бизнес:
Их инновационные и запатентованные ракетные двигатели и топливо печатаются на 3D-принтере, что значительно снижает стоимость запуска. А скорость, опыт и инновации, которые Адам и его команда привнесли в процесс с быстрым прототипированием и четкими вехами, стали для нас убедительным аргументом в пользу инвестирования.
В 2017 году Гилмор планировал развернуть космическую деятельность (разработку, производство и запуск) компании на территории Сингапура, где было проще найти финансирование и высоко квалифицированных специалистов, а географическая близость к экватору давала преимущества при запуске спутников.

## Общественная деятельность
Гилмор является активным сторонником развития независимой аэрокосмической индустрии в Австралии. Он является членом Форума лидеров отрасли Австралийского космического агентства.
Гилмор входит в число наставников австралийского бизнес-инкубатора Moonshot.
В 2025 году Гилмор поддержал создание в Австралии аналога Департамента правительственной эффективности (англ. Department of Government Efficiency), созданного в США президентом Трампом.